# Gran Priorato de Cataluña de la Orden de San Juan de Jerusalén
El Gran Priorato de Cataluña de la Orden de San Juan de Jerusalén (o Priorato de Cataluña) fue la estructura económico-administrativa que la orden de San Juan de Jerusalén creó a partir de 1317 para agrupar las encomiendas ubicadas en Cataluña cuando se vieron incrementadas en número por la recepción de parte de los bienes de la orden del Templo, facilitando la segmentación del priorato histórico habido en la Corona de Aragón hasta entonces, en el Gran Priorato de Aragón más conocido como la Castellanía de Amposta.
El priorato estaba adscrito a la denominada lengua de Aragón donde estaban incluidos los dos junto con el Gran Priorato de Navarra y, hasta 1462 en que se separaron, también se incluyeron en esta lengua Castilla, León y Portugal.
El Priorato de Cataluña comprendía prácticamente todas las encomiendas situados en Cataluña (incluidos los condados del Rosellón) y las Islas Baleares. Sin embargo, las encomiendas situadas al sur del Ebro permanecían incluidas en la Castellanía de Amposta.
Sin embargo, hubo excepciones: antiguas posesiones templarias de La Litera y, sobre todo, las sanjuanistas de la Baja Ribagorza, adscritas a la encomienda de Siscar permanecieron bajo la administración del Gran Priorato de Cataluña.
Al frente del Priorato de Cataluña había un fraile hospitalario que residía normalmente en Barcelona y durante la Edad Media solía ser una persona de la confianza real, como sucedía con el castellano de Amposta.

## Encomiendas
| Orden del Hospital de San Juan | Orden del Temple | Encomiendas en el conjunto de Europa (1300)           |
| --- | --- | ----------------------------------------------------- |
| - Cervera (1121) (femenina, 1245) - Espluga de Francolí - Vallmoll - Renau - Pinoso - Alguaire (femenina, 1251) - La Casa Antigua (Lérida) - La Espluga Calba. - Susterris - Siscar - Isote - Costoja - Isot-Costoja-Berga - Térmens - San Lorenzo de las Arenas - Aviñonet de Puigventós - Vic - Dos Castells - Berga - San Celoni. - Barcelona (1121) - San Valentín de las Cabañas (1122) – Villafranca del Panadés (1306) - Bajoles - Colliure - Mallorca (San Juan de la Mar) | - Granyena - Barberá - Vallfogona - La Espluga de Francolí - Selma - Tortosa - Gardeny - Corbinos - Barbens - Torres de Segre - Gebut - Castellón de Empúries - Aiguaviva - Puigreig - Barcelona - El Masdéu - Perpiñán - Mas de la Garriga - Orla - Bages - Palau-del-Vidre - San Hipólito - Ciudad de Mallorca / Pollensa | Mapa europeo de encomiendas sanjuanistas (hacia 1300) |

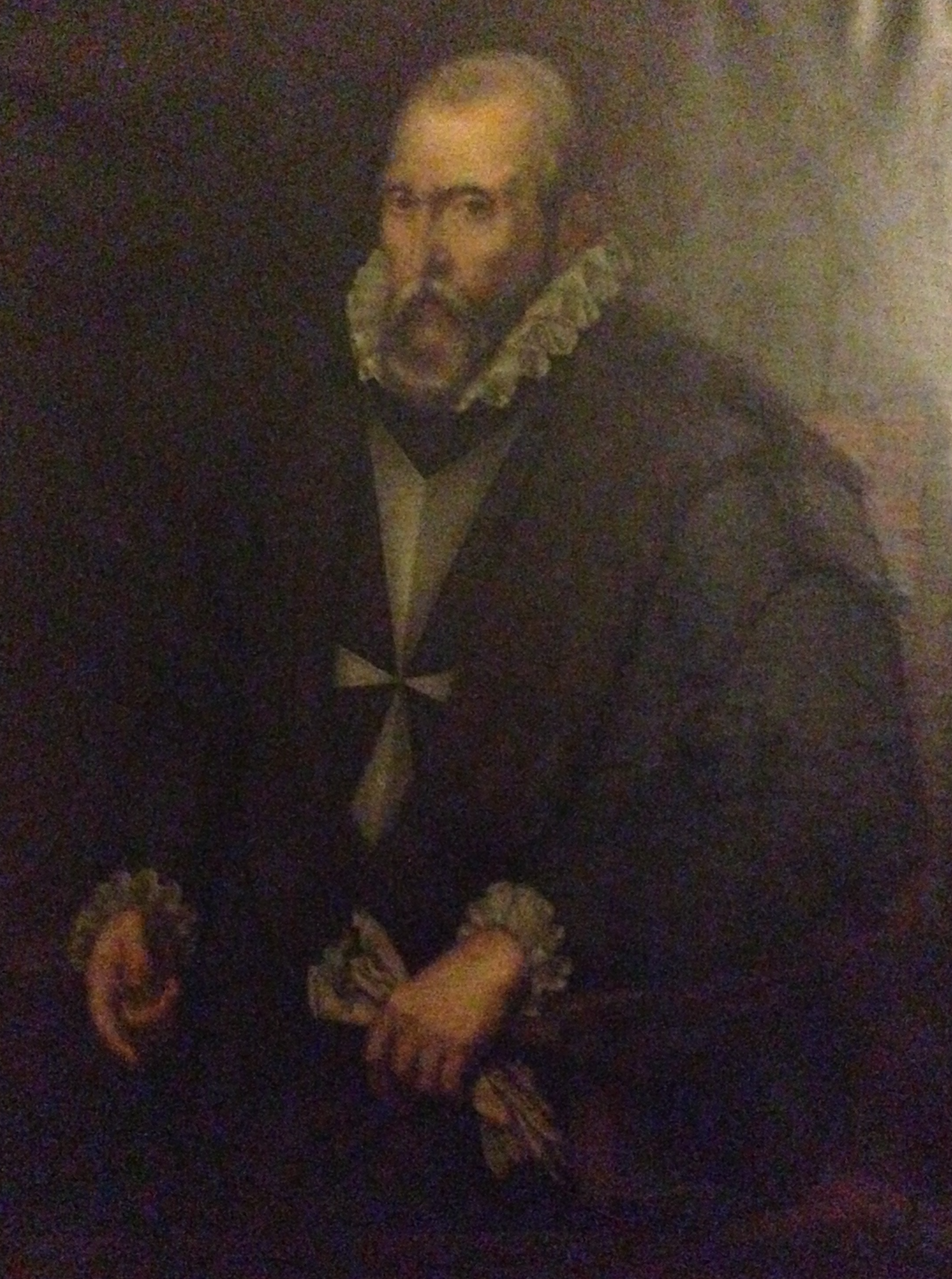
Gran prior fray Raimundo de Veri.
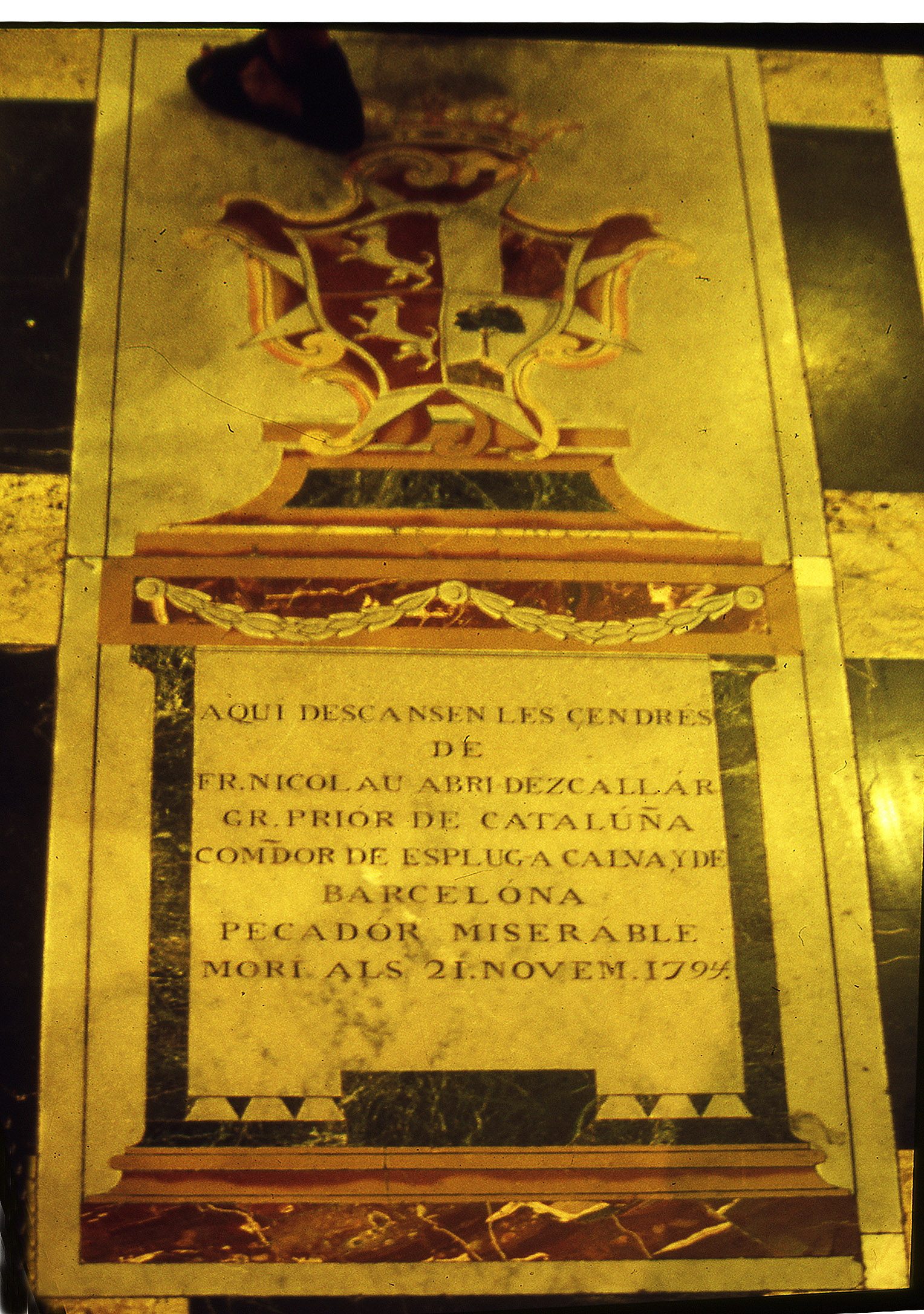
Iglesia de San Juan de la Valleta. Lauda sepulcral del gran prior fray Nicolau Abrí Descatllar. (único rotulado en catalán)
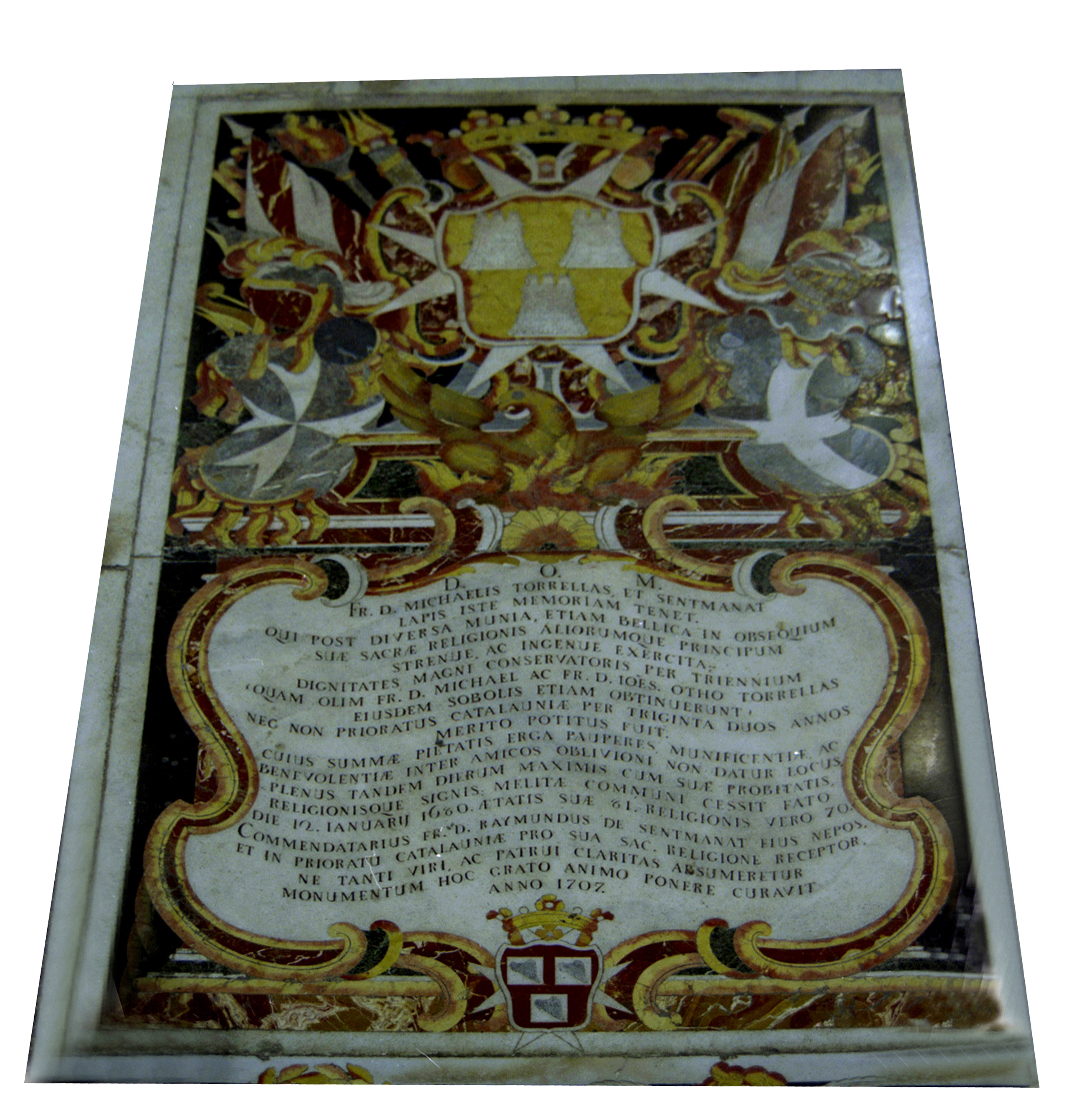
Iglesia de San Juan de la Valleta. Lauda sepulcral de fray Miquel Torrelles, gran prior de Cataluña.
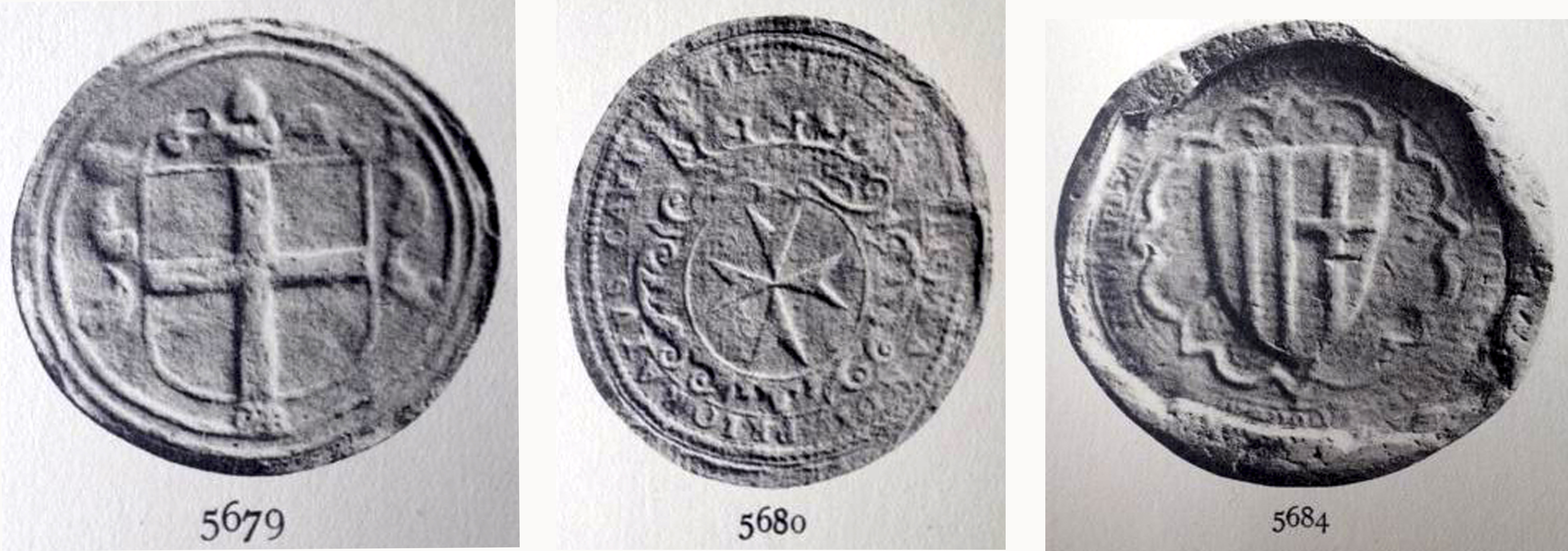
Tres sellos del Gran Priorato de Cataluña (publicados por Ferran de Sagarra: Sigil·lografia Catalana, III, Barcelona, 1932). El nº. 5679, del Prior José de Villalonga, año 1728; el núm. 5680, procedente de la casa de Susterris-Siscar, año 1735; y el núm. 5684, del Prior Guillem de Guimerà, año 1392